# Burtnieki
Burtnieki è un comune della Lettonia di 8.567 abitanti (dati 2009)

## Geografia antropica

### Suddivisioni amministrative
Il comune è stato istituito nel 2009 ed è formato dalle seguenti unità amministrative:
- Vecate
- Matīši, sede comunale
- Trikāta
- Burtnieki
- Ēvele
- Rencēni
- Valmiera